# Арнасайский район
Арнасайский район (тума́н; узб. Arnasoy tumani / Aрнасой тумани) — район на севере Джизакской области Узбекистана. Административный центр — городской посёлок Голиблар. Район был образован 26 ноября 1975 года.
К 1980 году население насчитывало 16 000 тыс. человек. В районе было 6 кишлачных советов.
Наряду с хлопководством, развивались животноводство, овощеводство и рыбное хозяйство. На территории района было 7 совхозов.
В 1978 году Арнасайский район победил в Всесоюзном социалистическом соревновании. Так же на территории района существовали 7 общеобразовательных школ, 5 детских садов, 2 дома культуры, 6 библиотек.
С 1977 года выпускалась газета "Арнасой тонги"